# Umma-Mranda
L'Umma-Mranda c'est-à-dire Communauté - entraide en Comorien est une coalition politique luttant contre une indépendance immédiate du Territoire des Comores, créé en 1972 à la suite de la crise ayant fait chuter le gouvernement de Said Ibrahim bin Said Ali. Il a notamment été créé par Said Ibrahim et Ali Soilih. La coalition ne remporte que 25 % des voix aux élections de décembre 1972, la coalition adverse Udzima de Ahmed Abdallah remporte les élections. Ali Soilih fondera, après l'indépendance, le Front national uni.